# Dreptul familiei
Dreptul Familiei este reprezentat de totalitatea normelor juridice care reglementează raporturile personale și patrimoniale ce izvorăsc din căsătorie, adopție și raporturile asimilate de lege, sub anumite aspecte, cu raporturile de familii, în scopul ocrotirii și întăririi familiei. Altfel spus Dreptul Familiei reprezintă ansamblul normelor juridice aplicabile relațiilor dintre persoanele unite prin filiație (de exemplu, un copil și mama sau tatăl său) sau prin căsătorie (sau parteneriat declarat).
Prin urmare, dreptul familiei abordează de exemplu căsătoria, divorțul, adopția copiilor, diverse chestiuni referitoare la răspunderea părintească (încredințarea copiilor, dreptul de vizită, etc.).
Aceste norme variază de la un stat la altul, întrucât acestea sunt strâns legate de istoria, cultura și evoluția socială ale fiecărui stat.

## Dreptul Familiei în Uniunea Europeană
Uniunea Europeană are drept obiectiv stabilirea normelor comune în materie de dreptul familiei astfel încât cetățenii europeni să nu fie împiedicați să își exercite drepturile pentru că locuiesc în țări diferite ale Uniunii Europene sau pentru că s-au deplasat dintr-o țară în alta în cursul vieții lor.
Cu toate acestea, statele membre trebuie să fie de acord toate cu privire la adoptarea acestor norme.
În prezent, dreptul  european prevede în această privință norme referitoare:
- la divorț,
- la răspunderea părintească asupra copiilor rezultați dintr-o căsătorie sau o uniune liberă,
- la obligațiile alimentare.

## Definiția familiei
În sens juridic, familia desemnează grupul de persoane între care există drepturi și obligații, care izvorăsc din căsătorie, rudenie (inclusiv adopția), precum și din alte raporturi asimilate relațiilor de familie. Astfel, familia este o realitate juridică prin reglementarea ei de către lege (prof. dr. Ion Filipescu).
Familia îndeplinește o serie de funcții, în cadrul societății:
- funcția reproductivă, în sensul perpetuării speciei umane
- funcția economică, în sensul gestionării în comun a gospodăriei casnice și a bunurilor soților
- funcția educativă, prin educația realizată în cadrul ei, strâns legată de cea realizată în societate
Raporturile de familie pot fi:
- raporturile de căsătorie
- raporturi ce rezultă din rudenie
- raporturi ce rezultă din adopție
- alte raporturi, asimilate de lege cu raporturile de familie, în anumite privințe

## Dreptul Familiei în România

### Codul Familiei
Reglementarea centrală a Dreptului Familiei este constituită din Codul Familiei. Conform Codului Familiei, în România statul ocrotește căsătoria și familia; el sprijină, prin măsuri economice și sociale, dezvoltarea și consolidarea familiei. Statul apără interesele mamei și copilului și manifestă deosebită grijă pentru creșterea și educarea tinerei generații. De asemenea Codul familiei statua faptul că familia are la baza căsătoria liber consimțită între soți.

### Noul Cod Civil
- În conformitate cu prevederile legale, la data de 1 octombrie 2011 a intrat în vigoare noul Cod Civil, iar Codul Familiei a fost abrogat, articolele relevante din acesta fiind incluse în Codul Civil.